# Óscar de la Renta
Óscar Arístides de la Renta Fiallo (Santo Domingo, 22 de julio de 1932-Kent, Connecticut, 20 de octubre de 2014) fue un diseñador de moda dominicano. Recibió importantes premios y con el paso de los años diversificó sus creaciones a muchas áreas del diseño. Además, estuvo vinculado a su país natal a través de diferentes actividades benéficas. De la Renta fue discípulo de Balenciaga y Antonio Castillo. Alcanzó la fama internacional en la década de 1960, como uno de los diseñadores de Jacqueline Kennedy, exprimera dama de los Estados Unidos.

## Biografía

### Primeros años
Óscar de la Renta nació el 22 de julio de 1932 en Santo Domingo, capital de la República Dominicana, en una familia prominente. Su madre fue la dominicana Carmen María Antonia Fiallo y su padre el puertorriqueño Óscar Avelino de la Renta nacido en Ponce, dueño de una compañía de seguros en Puerto Rico. De la Renta era sobrino del poeta dominicano Fabio Fiallo y del polímata Arístides Fiallo, primo del político dominicano Viriato Fiallo y primo de la poeta dominicana Anam Fiallo, además  de ser pariente de Larimar Fiallo, de los compositores José Ángel Fiallo y Ana Mari Martínez Fiallo y Josué Fiallo.
Desde temprana edad manifestó su interés por la pintura, idea ampliamente favorecida por su madre pero que no convencía por completo a su padre. Para demostrar a su padre que su interés por las artes plásticas era genuino, ingresó a la Academia de Bellas Artes de Santo Domingo a los 15 años de edad, en horario vespertino, ya que por las mañanas asistía a su escuela secundaria. En la academia de arte fue el estudiante más joven, puesto que el resto de sus compañeros ya habían completado sus estudios de escuela superior. A los 18 años se trasladó a Madrid para estudiar pintura en la Real Academia de Bellas Artes de San Fernando. Con el transcurso del tiempo su padre dejó de enviarle dinero para sus gastos en Madrid debido a su desinterés en dedicarse a la empresa familiar, lo que le colocó en apuros económicos. Para obtener ingresos adicionales, dibujaba ilustraciones de trajes de alta costura para periódicos y casas de moda. En esta época conoció en un evento a la baronesa Aïno de Bodisco, con la que entabló una amistad y quien asegura haber impulsado su carrera como diseñador de moda al promover sus vestidos entre sus amistades. Después de que Francesca Lodge, esposa de John Davis Lodge, exembajador de Estados Unidos en España, viera alguno de sus bocetos y recibiera la recomendación de Bodisco, comisionó a de la Renta para que diseñara un traje para la presentación en sociedad de su hija. Una fotografía del diseñador realizando los últimos ajustes al vestido de su primera cliente oficial apareció en un reportaje de la revista Life en otoño de 1956.
Poco después consiguió realizar bocetos para las principales casas de moda españolas, lo que le permitió llegar a ser aprendiz de uno de los modistos más reconocidos, Cristóbal Balenciaga, a quien consideró su mentor. En 1961 abandonó España para trabajar junto a Antonio del Castillo, como asistente, en la casa de modas Lanvin, en la ciudad de París.

### Lanzamiento de su propia empresa
En 1963 se trasladó a vivir a Nueva York y vistió a decenas de celebridades, su carrera se catapultó con fama internacional tras vestir a las primeras damas de la nación Jackie Kennedy, Nancy Reagan, Hillary Clinton y Laura Bush.
En 1980 se le solicitó que diseñara un nuevo uniforme para los Boy Scouts de América, un proyecto al que dedicó dos años y en el que trabajó de manera gratuita.
En 2001, Óscar de la Renta debutó con su propia colección de accesorios, que incluye bolsos, cinturones y zapatos. Entre otros productos de la empresa, se encuentran cosméticos, gafas, fragancias, pieles, joyería, bufandas y ropa para dormir.
Para los hombres, sus productos licenciados o registrados incluyen calcetería, abrigos deportivos, trajes y pantalones. También lanzó en 1992 una línea de ropa deportiva en América Latina para hombres y jóvenes, OSCAR, que sigue en funcionamiento. En 2002, Oscar de la Renta Home estrenó una colección de muebles y una colección de fragancias de hogar.

### Ciudadanía
En 1971 Óscar de la Renta adquirió la ciudadanía estadounidense y renunció a su ciudadanía dominicana, ya que los Estados Unidos no admitían en aquel tiempo la ciudadanía dual. Aunque le ofrecieron el cargo de embajador dominicano en los Estados Unidos, de la Renta rechazó separarse de su ciudadanía recién adquirida y rehusó el nombramiento. Pese a todo, de la Renta se confiesa dominicano en su corazón y en sus creaciones de moda, por lo que considera innecesario ostentar todo tipo de nombramiento público.

### Vida privada
En 1967 se convirtió en el tercer esposo de Françoise de Langlade (1931-1983), en aquella época redactora jefe de la revista Vogue, pero enviudó en 1983 cuando Langlade falleció de un cáncer de mama. En 1984, sin descendencia hasta ese momento, decide adoptar un niño en República Dominicana, a quien bautiza con el nombre de Moisés de la Renta. En 1989, el diseñador contrajo matrimonio con Anne France Engelhard (Annette) (1939- ), quien había estado casada con el editor de la revista American Heritage, Samuel Pryor Reed. Engelhard es la única hija del banquero alemán Fritz Mannheimer y su esposa Marie Annette Reiss. 
Óscar de la Renta falleció el 20 de octubre de 2014, a la edad de 82 años, en su hogar, ubicado en la ciudad de Kent, Connecticut. En 2006 se le había detectado un cáncer.

## Apariciones en televisión
Óscar de la Renta, como firma de moda, ha aparecido tanto en comentarios, como en vestidos aparecidos numerosas veces en la televisión. Como por ejemplo, en un capítulo de la serie de HBO, Sexo en Nueva York. En él Carrie Bradshaw luce un vestido rosa que le ha regalado su novio Alexandr Petrovsky. También aparece en la caja de zapatos en la que Kitty Walker, de la serie Cinco hermanos, guarda unas cartas que su marido no quiere que vea y por las que manda a buscarlas a su hermana desde la cama del hospital.

## Reconocimientos
Vistió a grandes celebridades como Madonna, Anne Hathaway, Scarlett Johansson, Penélope Cruz, Sarah Jessica Parker, Cameron Diaz, Shakira, Michelle Obama entre muchísimas más.
En febrero de 2011 se le concedió, según Real Decreto 179/2011, de 11 de febrero, la Gran Cruz de la Orden de Mérito Civil, como presidente del «Queen Sofía Spanish Institute» de Nueva York.